# آنا یرزینکیان
آنا یوریی یرزینکیان (ارمنی: Աննա Յուրիի Երզինկյան؛  زادهٔ ۲۳ اکتبر ۱۹۴۹) منتقد فیلم اهل ارمنستان است.

## زندگی‌نامه
وی در ۲۳ اکتبر ۱۹۴۹ در ایروان به دنیا آمد و از دانشگاه دولتی ایروان فارغ‌التحصیل گشت. وی عضو hy:Հայաստանի կինեմատոգրաֆիստների միություն می‌باشد وی در دانشگاه دولتی علوم پرورشی خاچاطور آبوویان ارمنستان و انستیتو دولتی سینما و تئاتر ایروان فعالیت می‌کند. همچنین برندهٔ جوایزی همچون چهره هنری شایسته جمهوری ارمنستان، مدال طلای وزارت فرهنگ جمهوری ارمنستان شده‌است.